# Арзамасцево
Арзама́сцево (рос. Арзамасцево, удм. Арзамасцево) — село у складі Каракулинського району Удмуртії, Росія.
Населення — 787 осіб (2010; 870 у 2002).
Національний склад:
- росіяни — 74 %